# Bono (labdarúgó)
Bono, született Jászín Búnú (Montréal, Kanada, 1991. április 5. –) válogatott marokkói labdarúgó, a szaúdi el-Hilál kapusa.

## Pályafutása

### Klubcsapatokban

#### Atlético Madrid
2012. június 14-én igazolták le a "matracosok".
A B-csapatban kezdte meg európai pályafutását a spanyol harmadosztályban, szeptember 23-án a Real Madrid C elleni 1–2-s idegenbeli mérkőzésen. Összesen két idényt játszott, ezeken 47-szer lépett pályára. 2013. május 31-én egy új négyéves szerződést kötöttek.
A felnőtt csapatban 2013. szeptember 14-én nevezték először, a bajnokság negyedik fordulójában az UD Almería ellen.
2014. július 24-én mutatkozott be a csapatban, egy barátságos, CD Numancia elleni 1–0-ra megnyert találkozón.

#### Real Zaragoza(kölcsön)
2014. szeptember 1-jén kölcsönbe érkezett a madridi együttestől.
Szeptember 27-én az UE Llagostera ellen nevezték először a csapatban.
2015. január 11-én az UD Las Palmas elleni 5–3-ra elvesztett idegenbeli mérkőzésen debütált, a bajnokság 20. fordulójában.
Az osztályozó rájátszásban a négy mérkőzésből, három találkozón lépett pályára, az utolsón az UD Las Palmas ellen összesítésben 3–3-ra végződő összecsapáson, idegenben több lőtt góllal a kanáriak jutottak fel az első osztályba.
A 2015–16-os idénytől ismét egy évre kölcsönbe vette az aragoniai együttes.

#### Girona
2016. július 12-én vásárolták ki az Atlético de Madrid kötelékéből.
Augusztus 21-én a bajnokság első fordulójában játszotta elő mérkőzését, a Sevilla Athletic ellen. A spanyol kupában 2017. október 26-án az Levante UD ellen mutatkozott be a csapat színeiben.

#### Sevilla
2019. szeptember 2-án jelentették be, hogy kölcsönbe leigazolták a Girona FC csapatától, a 2019/20-as idényre.
Október 3-án az Európa Liga csoportkörében mutatkozott be az együttesben, az APOEL Nicosia elleni 1–0-s hazai mérkőzésen.
2020. február 23-án debütált bajnoki találkozón a Getafe CF ellen a 46. percben, sérülés miatt Tomáš Vaclík-ot váltotta.
Augusztus 21-én Európa Liga győztes lett, mivel a döntőben 3–2-re legyőzték az Internazionale csapatát.
Szeptember 4-én végleg megszerezték, és egy négyéves szerződést kötöttek vele.
2021. március 20-án szerezte meg élete első gólját, a Real Valladolid elleni bajnokin, a mérkőzés 90+4. percében.

#### El-Hilál
2023. augusztus 17-én 2026-ig szóló szerződést kötött a szaúdi el-Hilál csapatával.

### A válogatottban

#### Marokkó
Bono jogosult volt eldönteni, hogy Kanada vagy a Marokkó válogatottját képviselje, az utóbbi mellett döntött. 2012-ben az U20-as csapattal részt vett a 40. Touloni Ifjúsági Tornán, amelyen egy mérkőzését játszott. Sőt az U23-mal még a 2012-es nyári olimpián is szerepelt, de egyetlen meccset sem játszott.
2012. november 14-én egy Togó elleni barátságos találkozón hívták be először a felnőtt válogatottba.
2013. augusztus 14-én lépett pályára először a felnőttek között, a Burkina Faso elleni felkészülési mérkőzésen.
A 2018-as orosz világbajnokságon tagja volt a csapat 23-fős keretének.
2022. november 10-én Valíd Regragui szövetségi kapitány nevezte a csapat 26-fős keretébe a 2022-es katari világbajnokságra.

## Statisztika
2023. augusztus 16-i állapot szerint.
| Klub                  | Szezon   | Bajnokság          | Bajnokság | Bajnokság | Kupa  | Kupa  | Nemzetközi | Nemzetközi | Egyéb | Egyéb | Összes | Összes |
| Klub                  | Szezon   | Liga               | Mérk.     | Gólok     | Mérk. | Gólok | Mérk.      | Gólok      | Mérk. | Gólok | Mérk.  | Gólok  |
| --------------------- | -------- | ------------------ | --------- | --------- | ----- | ----- | ---------- | ---------- | ----- | ----- | ------ | ------ |
| Vidad Casablanca      | 2010–11  | Botola             | 0         | 0         | 0     | 0     | 1          | 0          | —     | —     | 1      | 0      |
| Vidad Casablanca      | 2011–12  | Botola             | 6         | 0         | 0     | 0     | 0          | 0          | —     | —     | 6      | 0      |
| Vidad Casablanca      | Összesen | Összesen           | 6         | 0         | 0     | 0     | 1          | 0          | —     | —     | 7      | 0      |
| Atlético Madrid B     | 2012–13  | Segunda División B | 24        | 0         | —     | —     | —          | —          | —     | —     | 24     | 0      |
| Atlético Madrid B     | 2013–14  | Segunda División B | 23        | 0         | —     | —     | —          | —          | —     | —     | 23     | 0      |
| Atlético Madrid B     | Összesen | Összesen           | 47        | 0         | —     | —     | —          | —          | —     | —     | 47     | 0      |
| Zaragoza (kölcsönben) | 2014–15  | Segunda División   | 16        | 0         | 0     | 0     | —          | —          | 3     | 0     | 19     | 0      |
| Zaragoza (kölcsönben) | 2015–16  | Segunda División   | 19        | 0         | 0     | 0     | —          | —          | —     | —     | 19     | 0      |
| Zaragoza (kölcsönben) | Összesen | Összesen           | 35        | 0         | 0     | 0     | —          | —          | 3     | 0     | 38     | 0      |
| Girona                | 2016–17  | Segunda División   | 21        | 0         | 0     | 0     | —          | —          | —     | —     | 21     | 0      |
| Girona                | 2017–18  | La Liga            | 30        | 0         | 1     | 0     | —          | —          | —     | —     | 31     | 0      |
| Girona                | 2018–19  | La Liga            | 32        | 0         | 0     | 0     | —          | —          | —     | —     | 32     | 0      |
| Girona                | Összesen | Összesen           | 83        | 0         | 1     | 0     | —          | —          | —     | —     | 84     | 0      |
| Sevilla (kölcsönben)  | 2019–20  | La Liga            | 6         | 0         | 2     | 0     | 10         | 0          | —     | —     | 18     | 0      |
| Sevilla               | 2020–21  | La Liga            | 33        | 1         | 6     | 0     | 5          | 0          | 1     | 0     | 45     | 1      |
| Sevilla               | 2021–22  | La Liga            | 31        | 0         | 0     | 0     | 10         | 0          | —     | —     | 41     | 0      |
| Sevilla               | 2022–23  | La Liga            | 25        | 0         | 1     | 0     | 10         | 0          | —     | —     | 36     | 0      |
| Sevilla               | 2023–24  | La Liga            | 1         | 0         | 0     | 0     | 0          | 0          | 1     | 0     | 2      | 0      |
| Sevilla               | Összesen | Összesen           | 96        | 1         | 9     | 0     | 35         | 0          | 2     | 0     | 142    | 1      |
| Összesen              | Összesen | Összesen           | 271       | 1         | 10    | 0     | 36         | 0          | 5     | 0     | 322    | 1      |

1. ↑  Mérkőzése(i): CAF-bajnokok ligája
2. ↑  Mérkőzése(i): La Liga-rájátszás
3. ↑  Mérkőzése(i): Európa-liga
4. ↑  Mérkőzése(i): UEFA-bajnokok ligája
5. 1 2  Mérkőzése(i): UEFA-szuperkupa
6. ↑  A Bajnokok Ligájában hatszor, és az Európa Ligában négyszer lépett pályára.
7. ↑  A Bajnokok Ligájában négyszer , és az Európa Ligában hatszor lépett pályára.

### A válogatottban
| Marokkó  | Marokkó | Marokkó |
| Év       | Mérk.   | Gólok   |
| -------- | ------- | ------- |
| 2013     | 1       | 0       |
| 2014     | 3       | 0       |
| 2015     | 1       | 0       |
| 2016     | 2       | 0       |
| 2017     | 2       | 0       |
| 2018     | 4       | 0       |
| 2019     | 10      | 0       |
| 2020     | 3       | 0       |
| 2021     | 8       | 0       |
| 2022     | 18      | 0       |
| 2023     | 2       | 0       |
| Összesen | 54      | 0       |

## Sikerei, díjai

### Klub
Wydad Casablanca
- Botola –  Arany: 2009–2010
- CAF-bajnokok ligája- döntős: 2011

Atlético Madrid
- Supercopa de España –  Arany: 2014

Sevilla
- Európa-liga –  Arany: 2019–20, 2022–23
- UEFA-szuperkupa – döntős: 2020, 2023

### Egyéni
- Zamora-díj: 2022[13]
- Európa-liga – a szezon csapata: 2019–20
- La Liga középszezon afrikai MVP: 2021–22
- CIES – La Liga szezon csapata:2021–22

### Közösségi platformok
- Bono a Twitteren
- Bono (labdarúgó) az Instagramon

### Egyéb weboldalak
- Jászín Búnú adatlapja a Sevilla FC weboldalán (angolul)[14]
- Bono adatlapja a Transfermarkt oldalon (angolul)
- Bono adatlapja a Soccerway oldalon (angolul)